# 商 (数学)

12個のりんごを3で割った商は4となる。

算術において、商（しょう、英語: quotient 英語発音: /ˈkwoʊʃənt/, ラテン語: quotiens 「何回だけ」より）とは、2数の除法によって得られる量。商は数学全体で広く用いられ、特に整数除法（除法の原理）か、分数あるいは比（有理数の除法）として言及される。例えば、ユークリッド除法では被除数20を除数3で割ると、その「商」は「6あまり2」となり、有理数の除法では 62/3 となる。後者の場合、商は単に被除数と除数との比である。

## 記法
商は、水平線で分けられた2数あるいは2変数として一般に表される。「被除数」と「除数」はそれぞれの一部分を、「商」の語は全体を指す。
{\displaystyle {\dfrac {1}{2}}\quad {\begin{aligned}&\leftarrow {\text{dividend  or  numerator}}\\&\leftarrow {\text{divisor  or  denominator}}\end{aligned}}{\Biggr \}}\leftarrow {\text{quotient}}}

## 整数部の定義
商はまた、剰余が負にならない最大の自然数としても定義される。例えば、除数3は被除数20から剰余が負にならずに最大6回まで引くことができる。
20 − 3 − 3 − 3 − 3 − 3 − 3 ≥ 0
一方で
20 − 3 − 3 − 3 − 3 − 3 − 3 − 3 < 0
となる。
この場合、商は2数の整数部となる。

## 二整数の商
有理数は（分母が0でない）ふたつの整数の商として定義できる。
より詳細な定義は次のとおりである。
実数 r が有理数であることは分母が0でない2整数の商として表されることと同値である。有理数でない実数は無理数である。
より正式には次のようになる。
実数 r が与えられたとき、r が有理数であるとは r = a/b かつ  b ≠ 0 を満たす整数 a および b が存在することと同値である。
無理数（2整数の商でない数）の存在は幾何学で、正方形の辺に対する対角線の長さの比として最初に発見された。

## より一般な商
算術以外で、多くの数学分野で「商」の語がより大きな構造を解体して作られる構造の事を指すのに借用されている。同値関係にある集合が与えられた際、「商集合」はその同値関係を要素として含むようにつくられる。商群は群を類似の剰余類の個数に合わせてばらすことでつくられ、商線型空間も同じようにベクトル空間を類似の線型部分空間に分割することで得られる。